# Notoscincus ornatus
Notoscincus ornatus är en ödleart som beskrevs av  Robert Broom 1896. Notoscincus ornatus ingår i släktet Notoscincus och familjen skinkar.
Denna ödla förekommer i norra delen av Australien i delstaterna Queensland, Northern Territory, Western Australia och norra delen av South Australia. Habitatet varierar mellan savanner, andra gräsmarker, träskmarker, klippiga regioner och öknar. Honor lägger ägg.
Hela populationen antas vara stabil. IUCN listar arten som livskraftig (LC).

## Underarter
Arten delas in i följande underarter:
- N. o. ornatus
- N. o. wotjulum